# Louis Jacoby

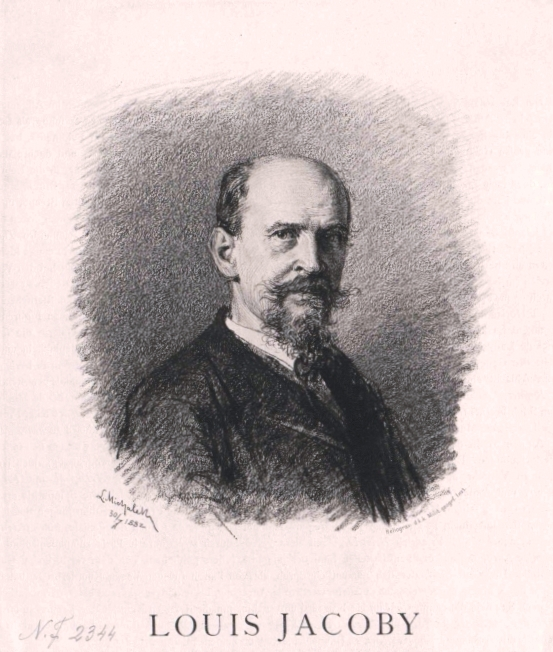
Louis Jacoby, Stich von Ludwig Michalek (1882)

Louis Jacoby, auch Jacobi (* 7. Juni 1828 in Havelberg; †  11. November 1918 in Berlin-Grunewald) war ein deutscher Kupferstecher.

## Leben
Jacoby erlernte die Kupferstecherei seit 1844 bei Eduard Mandel in Berlin und fertigte eine Reihe von Stichen teils in Karton-, teils in Linienmanier. Der erste derselben war der Evangelist Johannes (nach Alessandro Tiarini), worauf dann für die Dunckersche Ausgabe der Wandgemälde Kaulbachs im Neuen Museum Berlin die Hunnenschlacht sowie die Sage und die Geschichte und für Kaulbachs Shakespeare-Galerie die Lady Macbeth schlafwandelnd folgten. 1855 ging er für vier Jahre nach Paris, bereiste Spanien und lebte von 1860 bis 1863 in Rom.
1863 wurde er Professor der Kupferstecherkunst an der Akademie der bildenden Künste in Wien und brachte zunächst eine Reihe von Porträtstichen nach Winterhalter, Kaulbach und eignen Zeichnungen sowie Alexander und Roxane, nach Soddoma, und die Kartons zu den beiden Vorhängen des Neuen Opernhauses in Wien, nach Rahl und Laufberger. Bereits in Rom malte er Raffaels Schule von Athen.
1871 erhielt er den Orden der Eisernen Krone 3. Klasse und wurde 1872 Ehrenmitglied der Akademie der Bildenden Künste in München.
Seit 1892 lebte er in Berlin als künstlerischer Beirat der Reichsdruckerei und Beirat für die künstlerischen Publikationen der Berliner Museen, wo er für das Galeriewerk verantwortlich war.
Von Jacobys Stichen sind zu nennen: die Porträts des österreichischen Kaiserpaars sowie von Karl Freiherr von Rokitansky, Peter Ritter von Cornelius, Ernst Karl Guhl, Theodor Mommsen, Wilhelm Henzen, Franz Grillparzer, General de la Motte-Fouqué, sowie Ludwig Graf Yorck von Wartenburg.

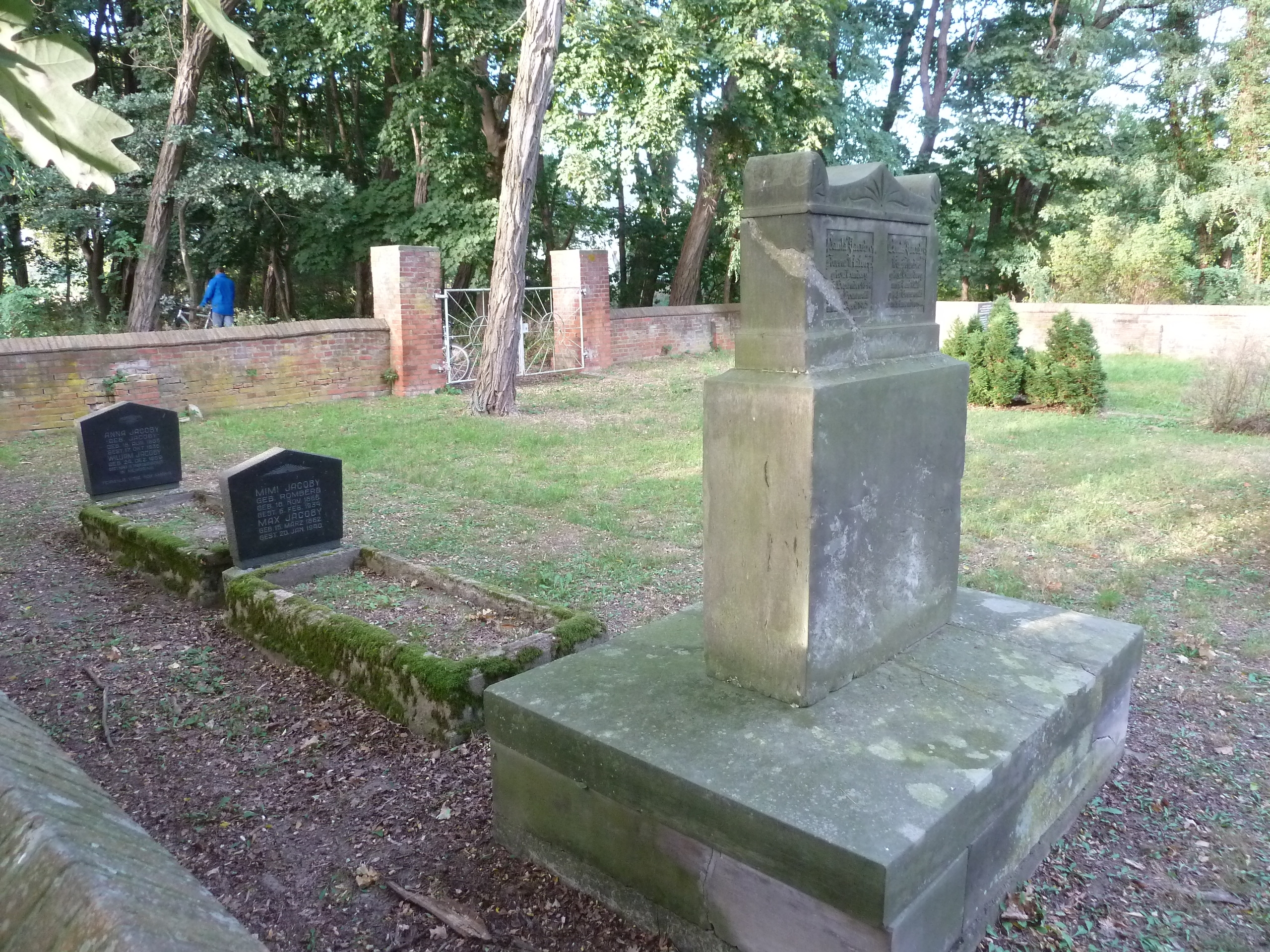
Grab Jacobys auf dem Jüdischen Friedhof von Havelberg

Jacoby liegt auf dem Jüdischen Friedhof in Havelberg begraben.
Sein Sohn Meinhard Jacoby (1873–1956) war Maler, Bildhauer, Medailleur, Grafiker und Kunstgewerbler in Berlin und Mölln. Er wanderte unter dem Druck des aufkommenden Nationalsozialismus nach Brasilien aus.

## Ausstellungen
- Ausstellung von Werken der ordentlichen Mitglieder der Akademie Prof. Fritz Werner, Prof. Louis Jacoby, zur Feier der Vollendung ihres 80. Lebensjahres, 1908: Königl. Akademie d. Künste in Berlin 8. März–5. April 1908, Union, 1908 (Katalog)